# Swisspor
Swisspor este o companie producătoare de materiale de construcții din Elveția.
Compania deține 17 fabrici în nouă țări.
Până în anul 2002, compania s-a numit Alcopor.

## Swisspor în România
Compania este prezentă în România din anul 1998, în urma achiziției pachetului majoritar de acțiuni al producătorului de izolații Matizol Ploiești.
În anul 2008, Swisspor a cumpărat compania concurentă Isopor din Cluj-Napoca pentru suma de 5,5 milioane de euro.
Compania are o capacitate de producție de 620.000 de metri cubi de polistiren și o cotă de piață de 20%.

### Matizol
Matizol produce materiale hidroizolatoare pentru construcții civile și industriale, drumuri, poduri și viaducte, șindrile hidroizolatoare și materiale termoizolatoare.
Compania a fost fondată în 1939 sub numele de „Societatea Anonimă Teleajen”, care producea carton celulozic din deșeuri.
Matizol Ploiești a fost achiziționată de grupul Swisspor, în 1997, prin preluarea unui pachet majoritar.
În 1998, grupul a înființat la Ploiești compania Swisspor România și a construit prima fabrică de polistiren expandat, material utilizat în construcții. Echipa de fotbal Matizol Ploiești, antrenată în trecut de Ion Cojocaru, a fost desființată între timp.